# 光茎水龙骨
光茎水龙骨（学名：Polypodiodes wattii）为水龙骨科水龙骨属下的一个种。